# Gerard de Malynes
Gerard de Malynes (1585-1627) fue un mercader que tomó parte en numerosas aventuras comerciales, a veces con éxito y otras sin él. Tras una de estas aventuras pasó una temporada en Londres en la cárcel, y le echó la culpa a los banqueros de su desgracia. Entre aventuras comerciales, trabajó para el gobierno británico, ocupando importantes cargos en la casa de la moneda y como asesor financiero. Tanto Thomas Milles como Gerard de Malynes, debido a la importancia que le dieron al comercio exterior y al control de cambios han sido calificados como bullonistas o metalistas. En la mente de Malynes todavía estaba anclada en el pasado medieval; así reclamaba contra la usura y reclamaba el justo precio, y pensaba que las transacciones del comercio exterior escondían operaciones de usura. Pretendía que el mundo económico fuera estático e inamovible, y por lo tanto, para Malynes era ajeno a los cambios, y debía estar bien regulado por los gobernantes.

## Vida
Malynes declaró que sus antepasados eran de Lancashire. Su padre, maestro de la moneda, pudo emigrar hacia 1552 a Amberes, donde nació Gerard, y regresó a Inglaterra en la época de la restauración de la moneda (1561), cuando Isabel obtuvo la ayuda de obreros cualificados de Flandes. Malynes demostró cómo una salida de metales preciosos podía provocar una caída de los precios de las mercancías en el país y una subida de los precios en el extranjero. Fue una importante aclaración del pensamiento económico de la época. Sugirió que se impusieran aranceles de importación más elevados y se prohibieran las exportaciones de lingotes, porque creía que el crecimiento de un país estaba relacionado con la acumulación de metales preciosos.
Malynes fue nombrado (hacia 1586) uno de los comisarios de comercio en los Países Bajos. Estuvo en Inglaterra en 1587, cuando compró a Sir Francis Drake algunas de las perlas que éste trajo de Cartagena. El Consejo Privado le consultaba a menudo sobre asuntos mercantiles. En 1600 fue nombrado uno de los comisionados para establecer la verdadera paridad de cambio, y testificó ante el comité de la Cámara de los Comunes sobre la Ley de Seguros para Comerciantes (noviembre y diciembre de 1601). Mientras se tramitaba en el Parlamento la Ley para la verdadera confección de paños de lana (4 Jac. I, c. 2), preparó para el Consejo Privado un informe en el que se indicaba el peso, la longitud y la anchura de todos los tipos de paño.
Durante el reinado de Jaime I, Malynes participó en planes para desarrollar los recursos naturales. Entre ellos figura un intento de explotar minas de plomo en Yorkshire y de plata en el condado de Durham en 1606, cuando trajo trabajadores de Alemania a su cargo. Se le unieron lord Eure y algunos comerciantes londinenses, pero la empresa fracasó. Las cuestiones monetarias fueron su mayor preocupación, y fue maestro ensayador de la Casa de la Moneda.